# Węgliny
Węgliny (niem. Ögeln, łuż. Hugliny) – wieś w Polsce położona w województwie lubuskim, w powiecie krośnieńskim, w gminie Gubin.
W latach 1975–1998 miejscowość administracyjnie należała do województwa zielonogórskiego.
Węgliny to stara wieś łużycka powstała około połowy X wieku. Pierwszy raz w dokumentach urzędowych wspomina się o niej w roku 1457. Położona jest pomiędzy dawną Górą Winną i Górą Młyńską, przy winnicy i młynie. We wcześniejszym okresie oprócz młyna była tu cegielnia i browar. Węgliny należały do „Dóbr Węglińskich”, będących w posiadaniu klasztoru w Guben, które nabywa pod zastaw Heinrich von Polenz. 
W latach 1823–1945 dobra rycerskie znajdowały się w posiadaniu hrabiego Brühla. Wspominano w XIX wieku, że w Węglinach znajdowały się: folwark, wiatrak, cegielnia, owczarnia, ogrodnictwo, browar oraz Domek Górski, jako zameczek myśliwski hrabiego Brühla. Domek Górski od 1924 roku służył jako schronisko młodzieżowe. 
We wsi do 1945 roku była piekarnia, sklep z artykułami żywnościowymi i sklep pasmanteryjny oraz młyn i gospoda. Pozostały po byłym majątku park krajobrazowy z drugiej połowy XIX wieku posiada powierzchnię 1,2 hektara. Niektóre części wsi, jak domy ze ścianami z muru pruskiego oraz zbudowany z cegły budynek, zachowały się jeszcze z czasów XVIII i XIX wieku.
W 1978 roku wieś otrzymała sieć wodną. W 1988 roku zamieszkiwało we wsi 127 osób, a w 1999 roku 149.

## Zabytki
Do wojewódzkiego rejestru zabytków wpisane są:
- pałacyk, z XVII wieku
- budynek gospodarczy nr 17, szachulcowy, z pocz. XIX wieku

inne zabytki:
- aleja 63 dębów szypułkowych w wieku 200 – 300 lat znajduje się przy drodze Węgliny – Mielno
- dąb szypułkowy najstarszy w gminie, którego obwód wynosi 764 cm, a wiek około 400 lat znajduje się we wsi[10].
- wiąz szypułkowy – drugi najgrubszy w kraju, to drzewo nie będące jeszcze pomnikiem przyrody, posiadało obwód 840cm (w 2015 roku)[11][12]